# Tevita Momoedonu
Ratu Tatu Tevita Momoedonu (* 4. Februar 1941 in Vanua Balavu; † 26. November 2020 in Lautoka) war ein fidschianischer Politiker, der zweimal für sehr kurze Zeit Premierminister Fidschis war.

## Politische Karriere
1999 wurde Momoedonu für die Fiji Labour Party in das Repräsentantenhaus Fidschis gewählt. Sogleich wurde er ebenfalls ins Kabinett berufen. Als am 19. Mai 2000 George Speight das Parlament in einem Staatsstreich stürmte, war Momoedonu der einzige nicht anwesende Minister. Der Premierminister Mahendra Chaudhry und sämtliche anderen Minister wurden als Geiseln genommen. Präsident Kamisese Mara wollte daraufhin die volle Macht übernehmen, um den Staatsstreich zu unterbinden, dies war jedoch nicht verfassungskonform. Dazu hätte er die Anordnung des Premierministers benötigt, der diesen aufgrund seiner Geiselhaft nicht geben konnte. Daraufhin entließ Mara den Premierminister Chaudhry am 27. Mai und ernannte Momoedonu zum Premierminister, damit dieser ihm die Macht übertragen konnte. Rechtlich war dieser Zug umstritten, doch übertrug Momoedonu dem Präsidenten die Amtsgewalt und trat danach zurück nach nur einigen Minuten Amtszeit.
Daraufhin war er im Kabinett seines Nachfolgers Laisenia Qarase bis September 2001 Minister für Arbeit und Industrie. Am 14. März 2001 wurde er erneut zum Premierminister ernannt, diesmal von Präsident Josefa Iloilo. Das Berufungsgericht Fidschis hatte erklärt, die Übernahme der Präsidentschaft Iloilos und des Premierministers Qarase nach dem Staatsstreich von 2000 seien verfassungsrechtlich nicht korrekt und damit unwirksam gewesen. Das Gericht forderte gleichzeitig die Wiedereinsetzung der alten Regierung. Kamisese Mara gab seinen Rücktritt nachwirkend bekannt, was Iloilo rechtmäßig zum Präsidenten machte, und schließlich auch vom Rat der Stammesoberhäupter bestätigt wurde. Iloilo weigerte sich jedoch, Chaudhry erneut zum Premierminister zu ernennen, da seine Labour Party keine Mehrheit im Parlament hatte. Er wollte eine Wahl einleiten, dies konnte er jedoch nur durch Aufforderung durch einen Premierminister. Daraufhin ernannte er Momoedonu zum zweiten Mal zum Premierminister, der bis zum 16. März diese Aufforderung zur Wahl abgab und danach zurücktrat. Bis heute gilt er als eine der Regierungschefs mit den kürzesten Amtszeiten, sogar gleich zwei Mal.
In der folgenden Parlamentswahl war Momoedonu zwar Kandidat der Partei Bei Kai Viti (deutsch: Beschützer Fidschis), diese erreichte mit 2,2 % jedoch keinen Sitz im Parlament.

## Botschafter
2002 wurde Momoedonu zum Sonderbotschafter und Generalbevollmächtigten Fidschis in Japan ernannt. Im März 2006 kehrte er nach Ablaufen seiner Amtszeit zurück nach Fidschi.